# Ułamek egipski

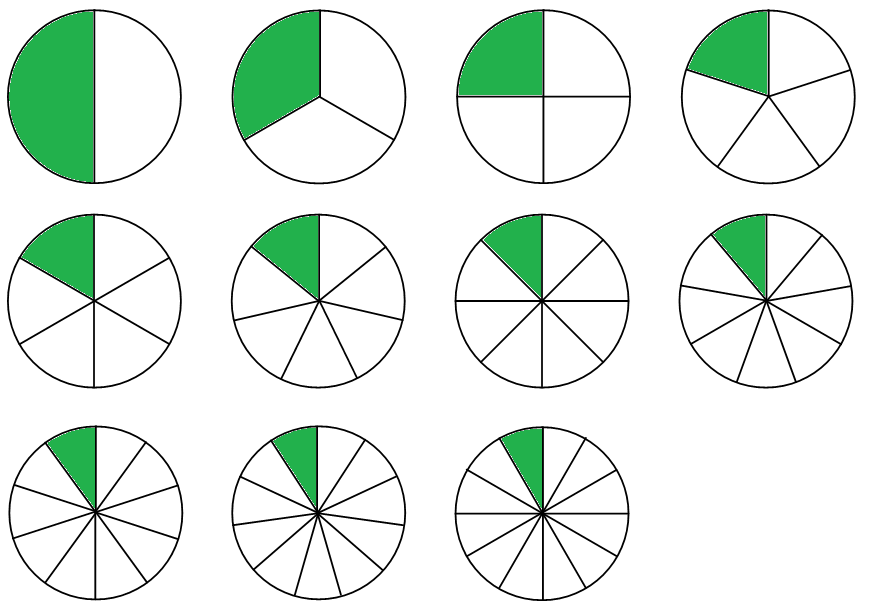
Odwrotności kolejnych liczb naturalnych od 2 do 12 przedstawione jako części kół.

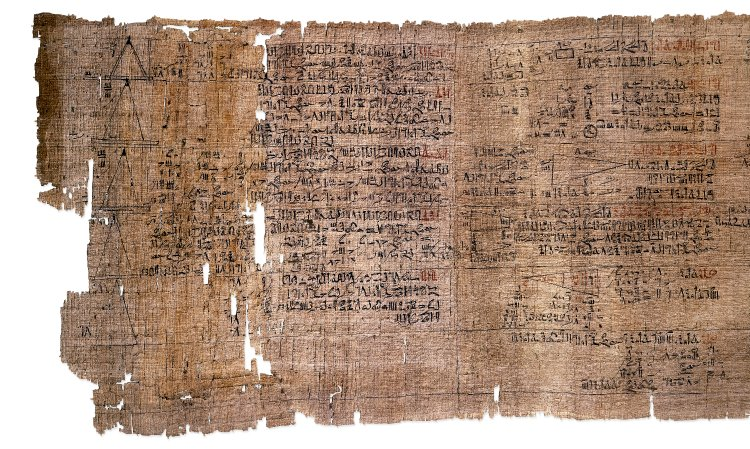
Fragment Papirusu Rhinda z XVII wieku p.n.e., zawierającego m.in. przykłady zapisu ułamków zwykłych jako egipskich.

Wykres odwrotności liczb dodatnich – funkcji w kartezjańskim układzie współrzędnych.

Ułamek egipski – wieloznaczny termin arytmetyczny:
- w sensie najwęższym jest to każda odwrotność liczby naturalnej dodatniej, zwłaszcza zapisana w postaci ułamka zwykłego – ma wtedy jedność w liczniku[1]:

{\displaystyle {\frac {1}{n}},n\in \mathbb {N} _{+};}
- w sensie szerszym jest to suma różnych liczb tego typu[2];
- w sensie najszerszym jest to suma dowolnych liczb tego typu, niekoniecznie różnych[2].

## Sumy różnych liczb
Liczby wymierne dodatnie można zapisać jako ułamki egipskie w tym drugim sensie, np.:
{\displaystyle {\frac {9}{10}}={\frac {1}{2}}+{\frac {1}{3}}+{\frac {1}{15}}.}
Papirus Rhinda z II tysiąclecia p.n.e. przedstawia takie reprezentacje kilkudziesięciu ułamków zwykłych. Takie sumy można tworzyć za pomocą szeregu algorytmów, m.in. zachłannego. Przykłady nietrywialnych reprezentacji dla ułamków nieskracalnych z najmniejszymi mianownikami:
| mianownik | rozkłady                                                      | rozkłady                                                      | rozkłady                                                                     |
| --------- | ------------------------------------------------------------- | ------------------------------------------------------------- | ---------------------------------------------------------------------------- |
| 3         | {\displaystyle {\frac {2}{3}}={\frac {1}{2}}+{\frac {1}{6}}}  |                                                               |                                                                              |
| 4         | {\displaystyle {\frac {3}{4}}={\frac {1}{2}}+{\frac {1}{4}}}  |                                                               |                                                                              |
| 5         | {\displaystyle {\frac {2}{5}}={\frac {1}{3}}+{\frac {1}{15}}} | {\displaystyle {\frac {3}{5}}={\frac {1}{2}}+{\frac {1}{10}}} | {\displaystyle {\frac {4}{5}}={\frac {1}{2}}+{\frac {1}{4}}+{\frac {1}{20}}} |